# Primeira fase da Copa Sul-Americana de 2021
A primeira fase da Copa Sul-Americana de 2021 foi disputada entre 16 de março e 14 de abril.
As equipes se enfrentaram em jogos eliminatórios de ida e volta, classificando-se a que somasse o maior número de pontos. Em caso de igualdade em pontos, a regra do gol marcado como visitante seria utilizada para o desempate. Persistindo o empate, a vaga seria definida em disputa por pênaltis.

## Resultados
| Chave | Equipe 1               | Total       | Equipe 2                | Ida | Volta |
| ----- | ---------------------- | ----------- | ----------------------- | --- | ----- |
| BOL1  | Guabirá                | 6–2         | Nacional Potosí         | 4–1 | 2–1   |
| BOL2  | Jorge Wilstermann      | 4–2         | Atlético Palmaflor      | 2–1 | 2–1   |
| CHI1  | Antofagasta            | 0–4         | Huachipato              | 0–1 | 0–3   |
| CHI2  | Cobresal               | 1–2         | Palestino               | 0–0 | 1–2   |
| COL1  | Deportes Tolima        | 3–0         | Deportivo Cali          | 3–0 | 0–0   |
| COL2  | La Equidad             | 3–2         | Deportivo Pasto         | 1–2 | 2–0   |
| ECU1  | Macará                 | 2–4         | Emelec                  | 2–2 | 0–2   |
| ECU2  | Aucas                  | 5–1         | Guayaquil City          | 2–1 | 3–0   |
| PAR1  | 12 de Octubre          | 0–0 (5–4 p) | Nacional                | 0–0 | 0–0   |
| PAR2  | Guaireña               | 3–6         | River Plate-PAR         | 1–2 | 2–4   |
| PER1  | UTC                    | 0–5         | Sport Huancayo          | 0–1 | 0–4   |
| PER2  | Carlos A. Mannucci     | 3–5         | Melgar                  | 1–2 | 2–3   |
| URU1  | Montevideo City Torque | 2–0         | Fénix                   | 0–0 | 2–0   |
| URU2  | Cerro Largo            | 3–6         | Peñarol                 | 2–2 | 1–4   |
| VEN1  | Metropolitanos         | 3–0         | Academia Puerto Cabello | 2–0 | 1–0   |
| VEN2  | Aragua                 | 2–2 (gf)    | Mineros de Guayana      | 0–1 | 2–1   |

Todas as partidas estão no horário local.

### Chave BOL1
| 17 de março   | Guabirá                                                | 4 – 1     | Nacional Potosí   | Estádio Gilberto Parada, Montero |
| 18:15 (UTC−4) | Hurtado 37' · Hoyos 74' · Peredo 76' · Vogliotti 90+2' | Relatório | Gularte 26' (pen) | Árbitro: BOL Luis Yrusta         |

| 7 de abril    | Nacional Potosí | 1 – 2     | Guabirá                | Estádio Víctor Agustín Ugarte, Potosí |
| 18:15 (UTC−4) | R. Cuéllar 69'  | Relatório | Mina 14' · Álvarez 82' | Árbitro: BOL Gery Vargas              |

Guabirá venceu por 6–2 no placar agregado.

### Chave BOL2
| 17 de março   | Jorge Wilstermann          | 2 – 1     | Atlético Palmaflor | Estádio Félix Capriles, Cochabamba |
| 20:30 (UTC−4) | Villarroel 7' · Osorio 38' | Relatório | Saldías 76'        | Árbitro: BOL Dilio Rodríguez       |

| 7 de abril    | Atlético Palmaflor | 1 – 2     | Jorge Wilstermann       | Estádio Félix Capriles, Cochabamba |
| 20:30 (UTC−4) | Blanco 4'          | Relatório | Meleán 28' · Osorio 88' | Árbitro: BOL Juan Nelio García     |

Jorge Wilstermann venceu por 4–2 no placar agregado.

### Chave CHI1
| 16 de março   | Antofagasta | 0 – 1     | Huachipato            | Estádio Regional, Antofagasta |
| 21:30 (UTC−3) |             | Relatório | Sepúlveda 90+6' (pen) | Árbitro: CHI Nicolás Gamboa   |

| 6 de abril    | Huachipato                              | 3 – 0     | Antofagasta | Estádio CAP, Talcahuano |
| 20:30 (UTC−4) | Martínez 9' · Mazzantti 67' · Silva 86' | Relatório |             | Árbitro: CHI Piero Maza |

Huachipato venceu por 4–0 no placar agregado.

### Chave CHI2
| 18 de março   | Cobresal | 0 – 0     | Palestino | Estádio El Cobre, El Salvador |
| 21:30 (UTC−3) |          | Relatório |           | Árbitro: CHI Felipe González  |

| 8 de abril    | Palestino                 | 2 – 1     | Cobresal | Estádio San Carlos de Apoquindo, Santiago |
| 20:30 (UTC−4) | Carrasco 5' · Benítez 53' | Relatório | Pol 34'  | Árbitro: CHI Ángelo Hermosilla            |

Palestino venceu por 2–1 no placar agregado.

### Chave COL1
| 16 de março   | Deportes Tolima                              | 3 – 0     | Deportivo Cali | Estádio Manuel Murillo Toro, Ibagué |
| 19:30 (UTC−5) | Miranda 9' · Mosquera 12' (pen) · Campaz 67' | Relatório |                | Árbitro: COL Carlos Herrera         |

| 6 de abril    | Deportivo Cali | 0 – 0     | Deportes Tolima | Estádio Deportivo Cali, Palmira |
| 19:30 (UTC−5) |                | Relatório |                 | Árbitro: COL Carlos Ortega      |

Deportes Tolima venceu por 3–0 no placar agregado.

### Chave COL2
| 18 de março   | La Equidad  | 1 – 2     | Deportivo Pasto                | Estádio El Campín, Bogotá  |
| 19:30 (UTC−5) | Fuentes 10' | Relatório | García 36' (g.c.) · Medina 66' | Árbitro: COL Carlos Ortega |

| 8 de abril    | Deportivo Pasto | 0 – 2     | La Equidad            | Estádio Departamental Libertad, Pasto |
| 19:30 (UTC−5) |                 | Relatório | García 30' · Mena 37' | Árbitro: COL Carlos Betancur          |

La Equidad venceu por 3–2 no placar agregado.

### Chave ECU1
| 16 de março   | Macará                      | 2 – 2     | Emelec                   | Estádio Bellavista, Ambato  |
| 17:15 (UTC−5) | Orlando 26' · Santacruz 89' | Relatório | Barceló 20' · Zapata 34' | Árbitro: ECU Augusto Aragón |

| 6 de abril    | Emelec                    | 2 – 0     | Macará | Estádio George Capwell, Guaiaquil |
| 17:15 (UTC−5) | Barceló 5' · Cevallos 76' | Relatório |        | Árbitro: ECU Franklin Congo       |

Emelec venceu por 4–2 no placar agregado.

### Chave ECU2
| 18 de março   | Aucas                         | 2 – 1     | Guayaquil City | Estádio Gonzalo Pozo Ripalda, Quito |
| 17:15 (UTC−5) | Fydriszewski 37' (pen), 90+3' | Relatório | Parrales 27'   | Árbitro: ECU Alex Cajas             |

| 8 de abril    | Guayaquil City | 0 – 3     | Aucas                            | Estádio Christian Benítez Betancourt, Guayaquil |
| 17:15 (UTC−5) |                | Relatório | Fydriszewski 20' · Cano 22', 25' | Árbitro: ECU Luis Quiroz                        |

Aucas venceu por 5–1 no placar agregado.

### Chave PAR1
| 16 de março   | 12 de Octubre | 0 – 0     | Nacional | Estádio Luis Alfonso Giagni, Villa Elisa |
| 19:15 (UTC−3) |               | Relatório |          | Árbitro: PAR Mario Díaz de Vivar         |

| 6 de abril    | Nacional | 0 – 0     | 12 de Octubre | Estádio Defensores del Chaco, Assunção |
| 18:15 (UTC−4) |          | Relatório |               | Árbitro: PAR Derlis López              |

|                                |       | Penalidades                                |  |
| Ayala Clar Riveros Arrua Rojas | 4 – 5 | Velázquez Aguilar Benítez Marabel Mendieta |  |

0–0 no placar agregado, 12 de Octubre venceu por 5–4 na disputa de pênaltis.

### Chave PAR2
| 18 de março   | Guaireña     | 1 – 2     | River Plate-PAR          | Estádio Defensores del Chaco, Assunção |
| 19:15 (UTC−3) | González 51' | Relatório | Zeballos 61' · Otazú 90' | Árbitro: PAR Éber Aquino               |

| 8 de abril    | River Plate-PAR                                               | 4 – 2     | Guaireña                  | Estádio Defensores del Chaco, Assunção |
| 18:15 (UTC−4) | Zeballos 15' (pen) · González 19' · Godoy 36' · Caballero 85' | Relatório | Brizuela 41' · Verdún 87' | Árbitro: PAR Mario Díaz de Vivar       |

River Plate venceu por 6–3 no placar agregado.

### Chave PER1
| 17 de março   | UTC | 0 – 1     | Sport Huancayo | Estádio Monumental, Lima      |
| 19:30 (UTC−5) |     | Relatório | Balta 74'      | Árbitro: PER Augusto Menéndez |

| 7 de abril    | Sport Huancayo                                               | 4 – 0     | UTC | Estádio Nacional, Lima  |
| 19:30 (UTC−5) | Liliu 4' · Barreto 30' · Quintero 84' · Valverde 90+4' (pen) | Relatório |     | Árbitro: PER Diego Haro |

Sport Huancayo venceu por 5–0 no placar agregado.

### Chave PER2
| 18 de março   | Carlos A. Mannucci | 1 – 2     | Melgar              | Estádio Monumental, Lima   |
| 19:30 (UTC−5) | Fernández 90+3'    | Relatório | Bordacahar 11', 40' | Árbitro: PER Edwin Ordóñez |

| 8 de abril    | Melgar                                    | 3 – 2     | Carlos A. Mannucci                    | Estádio Nacional, Lima        |
| 19:30 (UTC−5) | Arias 8' · Iberico 35' · Cuesta 61' (pen) | Relatório | Mifflin 15' (g.c.) · J. Fernández 76' | Árbitro: PER Michael Espinoza |

Melgar venceu por 5–3 no placar agregado.

### Chave URU1
| 7 de abril    | Montevideo City Torque | 0 – 0     | Fénix | Estádio Centenario, Montevidéu |
| 19:15 (UTC−3) |                        | Relatório |       | Árbitro: URU Daniel Fedorczuk  |

| 14 de abril   | Fénix | 0 – 2     | Montevideo City Torque        | Estádio Alfredo Víctor Viera, Montevidéu |
| 19:15 (UTC−3) |       | Relatório | Del Prete 19' · Catarozzi 86' | Árbitro: URU Christian Ferreyra          |

Montevideo City Torque venceu por 2–0 no placar agregado.

### Chave URU2
| 6 de abril    | Cerro Largo                    | 2 – 2     | Peñarol                     | Estádio Alfredo Víctor Viera, Montevidéu |
| 21:30 (UTC−3) | Estol 72' (pen) · Borges 90+5' | Relatório | Formiliano 21' · Terans 50' | Árbitro: URU Diego Riveiro               |

| 13 de abril   | Peñarol                                                     | 4 – 1     | Cerro Largo | Estádio Campeón del Siglo, Montevidéu |
| 21:30 (UTC−3) | Álvarez Martínez 4', 43' · Torres 30' · Ferreira 60' (g.c.) | Relatório | Estol 20'   | Árbitro: URU Andrés Cunha             |

Peñarol venceu por 6–3 no placar agregado.

### Chave VEN1
| 18 de março   | Metropolitanos             | 2 – 0     | Academia Puerto Cabello | Estádio Olímpico da UCV, Caracas |
| 18:15 (UTC−4) | Larotonda 39' · Flores 56' | Relatório |                         | Árbitro: VEN Yender Herrera      |

| 8 de abril    | Academia Puerto Cabello | 0 – 1     | Metropolitanos | Estádio Misael Delgado, Valencia |
| 18:15 (UTC−4) |                         | Relatório | Bustillo 28'   | Árbitro: VEN José Argote         |

Metropolitanos venceu por 3–0 no placar agregado.

### Chave VEN2
| 17 de março   | Aragua | 0 – 1     | Mineros de Guayana | Estádio Olímpico da UCV, Caracas |
| 20:30 (UTC−4) |        | Relatório | Alcócer 81'        | Árbitro: VEN Orlando Bracamonte  |

| 7 de abril    | Mineros de Guayana | 1 – 2     | Aragua                     | Estádio Olímpico da UCV, Caracas |
| 18:15 (UTC−4) | Valderrey 8'       | Relatório | Rivillo 36' · Stephens 45' | Árbitro: VEN Andrés Pernía       |

2–2 no placar agregado, Aragua avançou pela regra do gol fora de casa.